# Metopium
Metopium is een geslacht uit de pruikenboomfamilie (Anacardiaceae). De soorten uit het geslacht komen voor in de Amerikaanse staat Florida en het Caraïbisch gebied en van in Zuid-Mexico tot in Honduras.

## Soorten
- Metopium brownei (Jacq.) Urb.
- Metopium gentlei Lundell
- Metopium toxiferum (L.) Krug & Urb.
- Metopium venosum (Griseb.) Engl.

... · 
Anacardium · 
Bouea · 
Buchanania · 
Cotinus · 
Mangifera · 
Pistacia (Pistache) · 
Protorhus · 
Rhus · 
Schinus · 
Sclerocarya · 
Sorindeia · 
Spondias · 
Toxicodendron · 
...